# Tętnica ciała szklistego
Tętnica ciała szklistego (łac. arteria hyaloidea) – w anatomii człowieka gałąź tętnicy ocznej, przebiegająca przez ciało szkliste w życiu płodowym. Jej pozostałością jest kanał ciała szklistego (kanał Cloqueta, kanał Stillinga).
Nazwy eponimiczne kanału ciała szklistego upamiętniają francuskiego anatoma Jules’a Germaina Cloqueta i austriackiego anatoma  i chirurga Benedicta Stillinga.